# The Big Little Person
The Big Little Person er en amerikansk stumfilm fra 1919 af Robert Z. Leonard.

## Medvirkende
| Skuespiller              | Rolle           |
| ------------------------ | --------------- |
| Mae Murray               | Arathea Manning |
| Clarissa Selwynne        |                 |
| M. Rodolpho De Valentina | Arthur Endicott |
| Allan Sears              | Gerald Staples  |
| Bertram Grassby          | Marion Beemis   |